# كيروش
كيروش (بالبرتغالية: Queiroz‏) هو لاعب كرة قدم برازيلي في مركز الوسط، ولد في 12 فبراير 1996. لعب مع نادي بوا إيسبورت.

## وصلات خارجية
- كيروش على موقع قاعدة بيانات كرة القدم.إي يو (الإنجليزية)